# فالز کریک، ویکتوریا
فالز کریک (به انگلیسی: Falls Creek) یک منطقهٔ مسکونی در استرالیا است که در ویکتوریا واقع شده‌است.